# 윌리엄 울러스턴

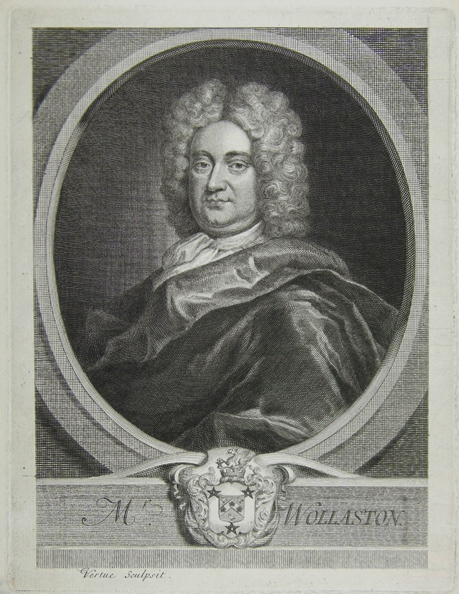

윌리엄 울러스턴(영어: William Wollaston; 1659-1724)은 영국 성공회 사제로 학교 교사로 라틴, 헬라어,신학등을 가르쳤고, 영국의 철학자였다. 계몽주의 철학자로 그의 작품 '자연종교의 설명' (The Religion of Nature delineated) 로 명성을 날렸다. 특히, '행복의 추구'라는 어구는 미국의 독립선언서에 인용되었다.
존 로크, 조지 버클리, 데이빗 흄과 함께 계몽주의의 대표로 꼽힌다.
그의 '자연 종교' 사상은 영국에 '이신론'을 부흥시켰고, 오늘날 그는 기독교 이신론자로 불린다. 그는 종교적 진리가 유클리드처럼 평이하기 때문에 창조를 묵상한 자들에게 모든 진리가 명확하다고 주장하였다.
벤저민 프랭클린은 그의 책을 불태우면서까지 그의 사상을 혐오했지만, 결국엔 그의 '행복의 추구'개념 즉, 하나님은 선한 행위와 이웃사랑을 통해서 가장 기뻐하신다고 믿었다. 이런 사상은 사무엘 존슨에게 영향을 미쳤다.